# Liederspiel
Das Liederspiel war eine modische Theatergattung in der ersten Hälfte des 19. Jahrhunderts und entsprach in etwa dem französischen Vaudeville. 

## Charakterisierung
Im Unterschied zu den komödiantischen, als frivol empfundenen Handlungen der französischen Komödien und den artistischen Arien der italienischen Opern bevorzugte das Liederspiel sentimentale, oft patriotische Stoffe mit volksliedartigen musikalischen Einlagen. 
Die Grenze zu andern musiktheatralischen Gattungen ist fließend. Wenn die musikalischen Einlagen neu komponiert waren und über volksliedhafte Schlichtheit hinausgingen, gehörten die Stücke eher zum Singspiel (dem deutschen Gegenstück der Opéra comique).
Als einer der ersten gebrauchte der Komponist Johann Friedrich Reichardt um 1801 den Ausdruck Liederspiel. Sein Stück Lieb und Treue (1797) hielt sich jahrelang im Berliner Repertoire. Im Sinne der „zweiten Berliner Liederschule“ um Reichardt und Carl Friedrich Zelter sollte das Musikalische im Liederspiel betont schlicht bleiben. Es behielt in Deutschland eine lokale Bedeutung, konnte sich aber in Wien, der damals größten deutschsprachigen Stadt, nicht durchsetzen. Um die Jahrhundertmitte kam das Liederspiel aus der Mode.

## Aufführungspraxis
Im Unterschied zum Singspiel oder der Spieloper war das Liederspiel nicht für spezialisierte Sänger, sondern für singende Schauspieler konzipiert. Die eingelagerten Lieder waren nicht opernhaft oft nur strophisch und ließen sich leicht nachsingen. Manchmal wurden dabei neue Texte zu bekannten "Volks"-Melodien gesungen, und offenbar sang auch das Publikum manchmal mit, was wie ein ins Theater transportierter kirchlicher Gemeindegesang gewirkt haben mag. Damit wurde das Theater zum Privatraum oder Sakralraum gemacht, ähnlich wie bei Franz Schuberts Liedern der Glanz des Operngesangs zum scheinbar intimen Erlebnis umgeformt wurde.

## Autoren und Beispiele
Bedeutende Textdichter von Liederspielen waren August von Kotzebue und später Karl von Holtei (Der alte Feldherr 1825, mit dem damals berühmten „Mantellied“), der selbst in ihnen auftrat und sich auf der Gitarre begleitete. Johann Wolfgang Goethe hat sich in dieser Gattung versucht, aber keine Publikumserfolg erzielt. Die meisten Liederspiele waren, trotz der Bemühung, etwas spezifisch Deutsches mit ihnen zu schaffen, aus dem Französischen übersetzt. 
Eines der berühmtesten Liederspiele (von dem man noch Jahrzehnte später in Gesellschaftskreisen sprach) war das im Berliner Salon von Elisabeth von Staegemann 1816 aufgeführte Gesellschaftsspiel Rose, die Müllerin. Eine zyklische Vertonung der eingelegten Gedichte erfolgte durch Ludwig Berger unter dem Titel Die schöne Müllerin – Gesänge aus einem gesellschaftlichen Liederspiel (op. 11). Dieser Zyklus geht dem Schubertschen Liederzyklus Die schöne Müllerin von 1823 voraus, denn Wilhelm Müller lieferte auch hierzu fünf von insgesamt zehn Gedichten. 
Komponisten wie Ludwig Berger, Conradin Kreutzer, Friedrich Heinrich Himmel (Fanchon oder das Leyermädel 1804), Franz Carl Adelbert Eberwein (Lenore 1829 zu einem Text von Holtei), später noch Carl Zeller (Die Thomasnacht 1869) haben Liederspiele vertont. 